# Virum
Koordinaten: 55° 47′ 30″ N, 12° 27′ 35″ O

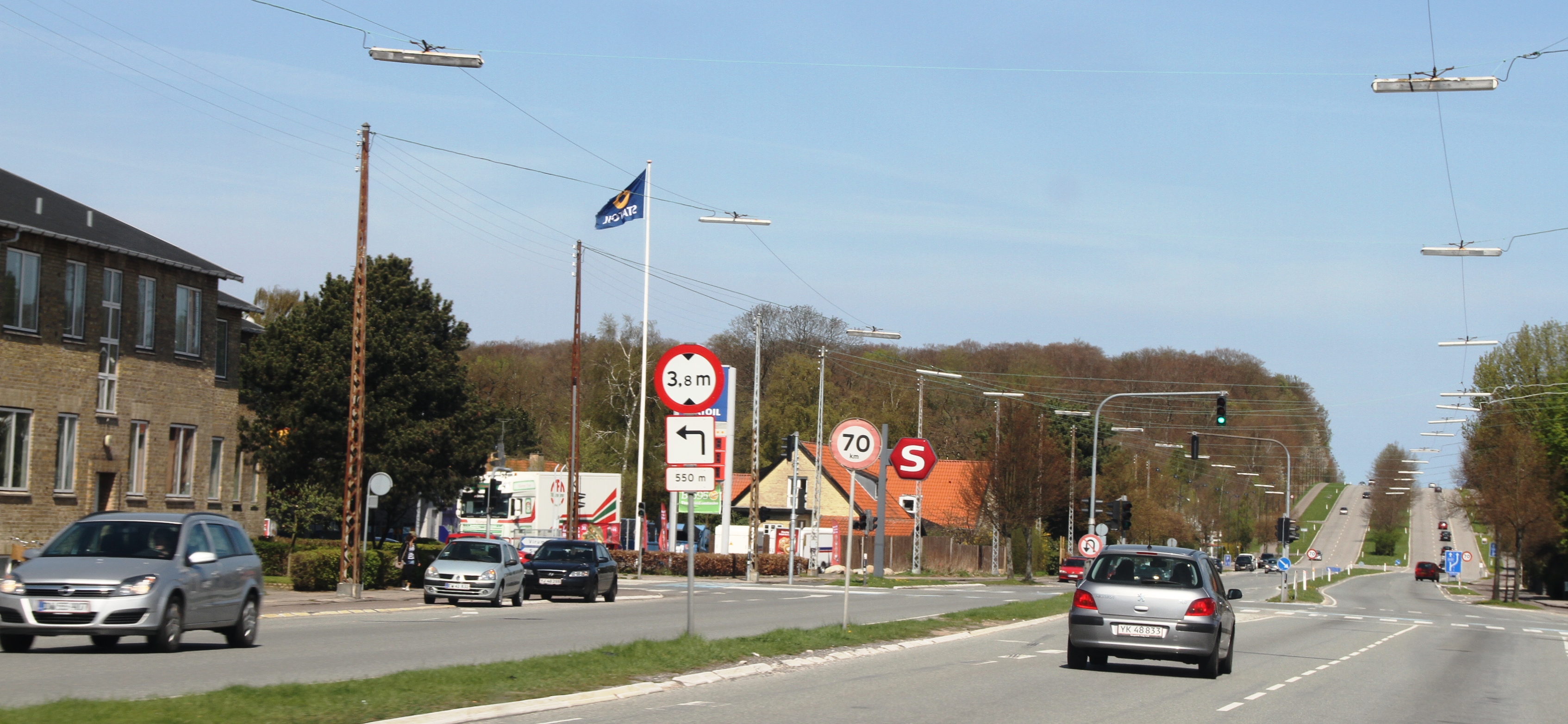
Blick auf Virum

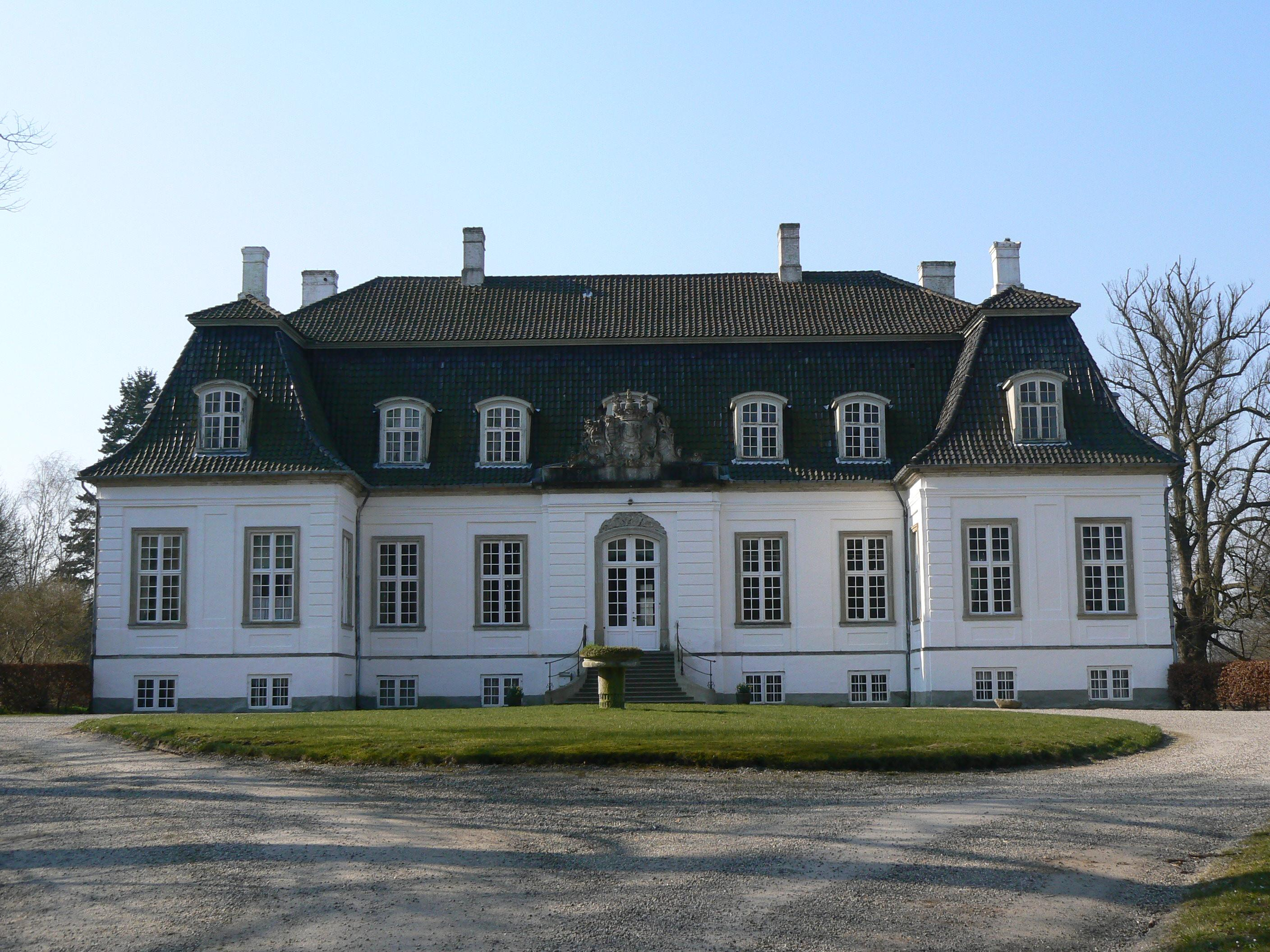
Herregården Frederiksdal in Virum

Virum ist ein Vorort der dänischen Hauptstadt Kopenhagen mit 14.170 Einwohnern.
Der Ort gehört zur Kommune Lyngby-Taarbæk Kommune und wird vom Furesø und dem Kongevejen begrenzt. Die Kopenhagener S-Bahn hält an der Station Virum, etwa 18 Kilometer vom Zentrum der Hauptstadt entfernt. Erstmals wurde Virum in einem Brief des Papstes im Jahre 1186 erwähnt. Der Name „Virum“ ist eine Ableitung des Wortes „Vigirum“, das „offener Platz, der leicht zu verteidigen ist“ bedeutet. 1744 wurde in Virum das Schloss Frederiksdal errichtet – als Sommerresidenz für den dänischen  Außenminister Johan Sigismund Schulin.

## Sport
Das Virum Stadion ist Heimstätte des Fußballklubs Virum-Sorgenfri Boldklub.
In den Virumhallerne trägt u. a. Dänemarks erfolgreichste Tischtennis-Mannschaft ihre Heimspiele aus, Virum-Sorgenfri Bordtennis Klub.

## Persönlichkeiten
- Peter Nawroth (* 1954), deutscher Mediziner und Hochschullehrer
- Klaus Berggreen (* 1958), Fußballspieler
- Stine Bosse (* 1960), Managerin und Politikerin
- Peter Bredsdorff-Larsen (* 1967), Handballtrainer und -spieler
- Malene Degn (* 1996), Mountainbikerin
- Emil Holten (* 1996), Fußballspieler
- Magnus Ditlev (* 1997), Triathlet